# Handwerks
Handwerks (westallgäuerisch: Handwergs) ist ein Gemeindeteil der Gemeinde Hergatz im bayerisch-schwäbischen Landkreis Lindau (Bodensee).

## Geographie
Der Weiler liegt circa vier Kilometer nordöstlich des Hauptorts Hergatz und er zählt zur Region Westallgäu. Nördlich der Ortschaft fließt die Obere Argen, die hier die Grenze zu Wangen im Allgäu in Baden-Württemberg bildet.

## Ortsname
Der Ortsname stammt entweder vom frühneuhochdeutschen Wort handwerk für Tätigkeit, Tun im allgemeinen Sinne, Geschäft oder vom Familiennamen Handwerk ab. Eine andere Theorie geht vom mittelhochdeutschen Wort antwerc für (Belagerungs-)Maschine aus.

## Geschichte
Handwerks wurde erstmals urkundlich im Jahr 1458 als zem Hantwercks  erwähnt. 1617 wurden sieben Häuser sowie eine Hammermühle im Ort gezählt. Im 17. Jahrhundert wurde bei Handwerks ein Vogelherd erwähnt. Der Ort gehörte einst der Reichsstadt Wangen an.